# Сан Винченцо Вале Ровето
Сан Винчѐнцо Ва̀ле Ровѐто (на италиански: San Vincenzo Valle Roveto) е село и община в Южна Италия, провинция Акуила, регион Абруцо. Разположено е на 388 m надморска височина. Населението на общината е 2460 души (към 2010 г.).